# Olinia ventosa

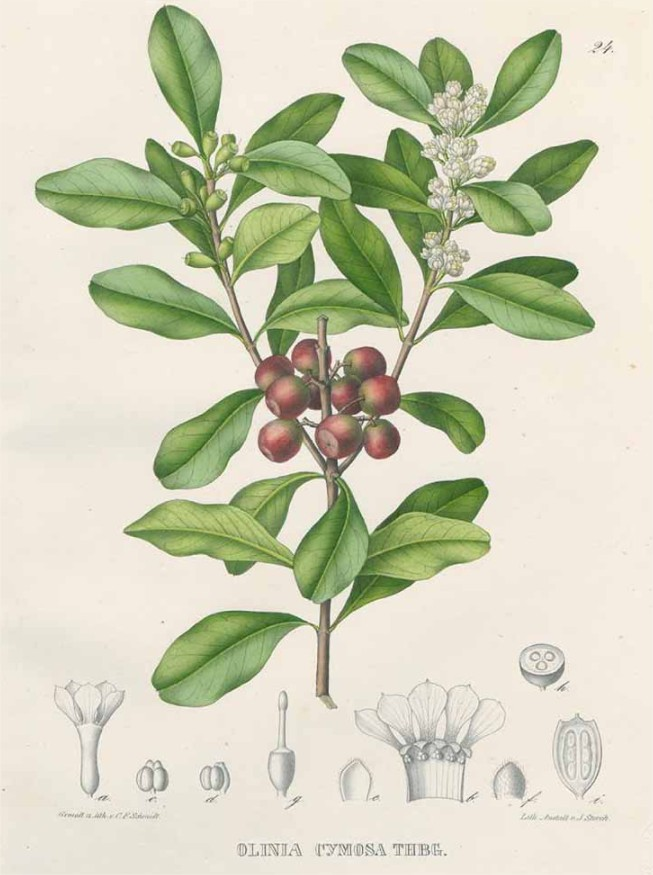
Illustration

Olinia ventosa ist eine Pflanzenart in der Familie der Penaeaceae aus Südafrika.

## Beschreibung
Olinia ventosa wächst als immergrüner, recht schnellwüchsiger Baum bis zu 25 Meter hoch. Der Stammdurchmesser erreicht über 1 Meter. Es sind oft Wurzelanläufe vorhanden oder der Stamm ist geriffelt. Die bräunliche bis gräuliche Borke ist im Alter rissig, furchig und abblätternd bis schuppig.
Die einfachen und kurz gestielten Laubblätter sind gegenständig. Der kurze Blattstiel ist bis 8 Millimeter lang. Die ledrigen Blätter sind ganzrandig, kahl und eiförmig bis verkehrt-eiförmig, spatelförmig oder elliptisch, mit keilförmiger, herablaufender Basis. Sie sind unterseits heller, bis 8 Zentimeter lang und abgerundet spitz bis zugespitzt oder stumpf, seltener eingebuchtet und teils feinstachelspitzig. Die Nebenblätter sind winzig. 
Die zerquetschten Blätter und das frisch geschnittene Holz duften stark nach Mandeln.
Es werden achselständige, kurze und rispige Blütenstände mit zymösen Gruppen gebildet. Die duftenden, zwittrigen und 4–5-zähligen, kurz gestielten Blüten mit doppelter Blütenhülle sind weiß. Die sehr kleinen, schuppenförmigen, gefärbten und behaarten Kronblätter sitzen am röhrigen, oben feinzähnigen (mögl. Außenkelch), kahlen Blütenbecher. Die ausladenden, schmalen, petaloiden Kelchblätter sind spatelförmig und bespitzt. Die sehr kurzen Staubblätter sitzen oben in der Blütenbecherröhre am „Schlund“. Der mehrkammerige Fruchtknoten ist unterständig mit kurzem, eingeschlossenem Griffel und großer, kopfiger Narbe. Die Blüten werden manchmal durch Insekten infiziert und entwickeln Gallen.
Die kleinen, rötlichen, urnenförmigen und oft ein- bis mehrsamigen, -kammerigen, dünnfleischigen, steinfruchtartigen Früchte mit einer runden Blütenbechernarbe sind bis 7–10 Millimeter groß. Der mehrkammerige „Steinkern“ ist holzig. Die kleinen, beigen Samen sind halbmondförmig mit keilförmigen Querschnitt.

## Verwendung
Das harte, schwere und beständige Holz ist gesucht. Es ist bekannt als Hard pear.

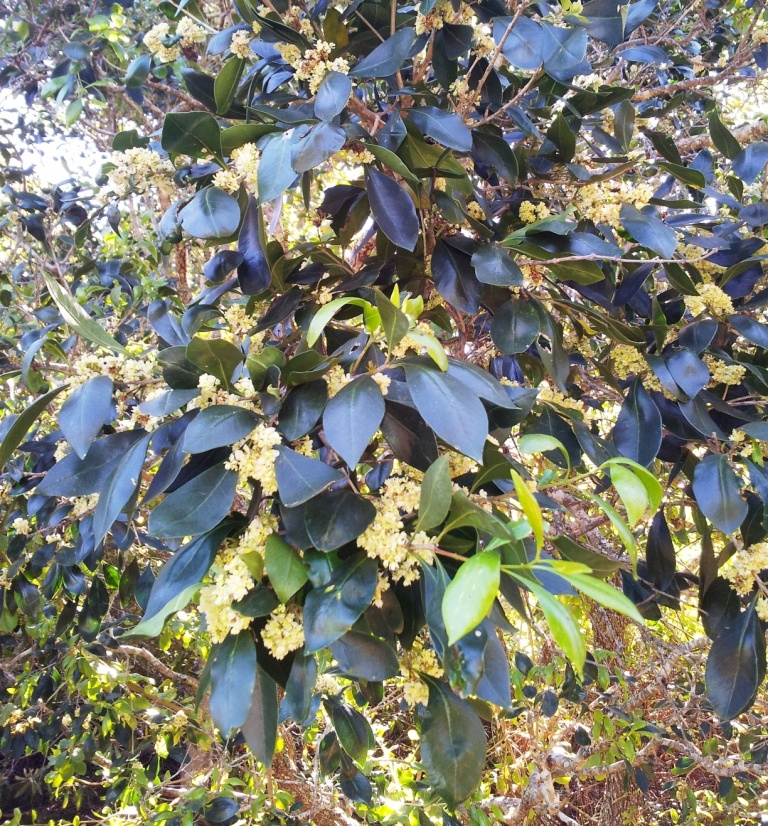
Blütenstände und Blätter
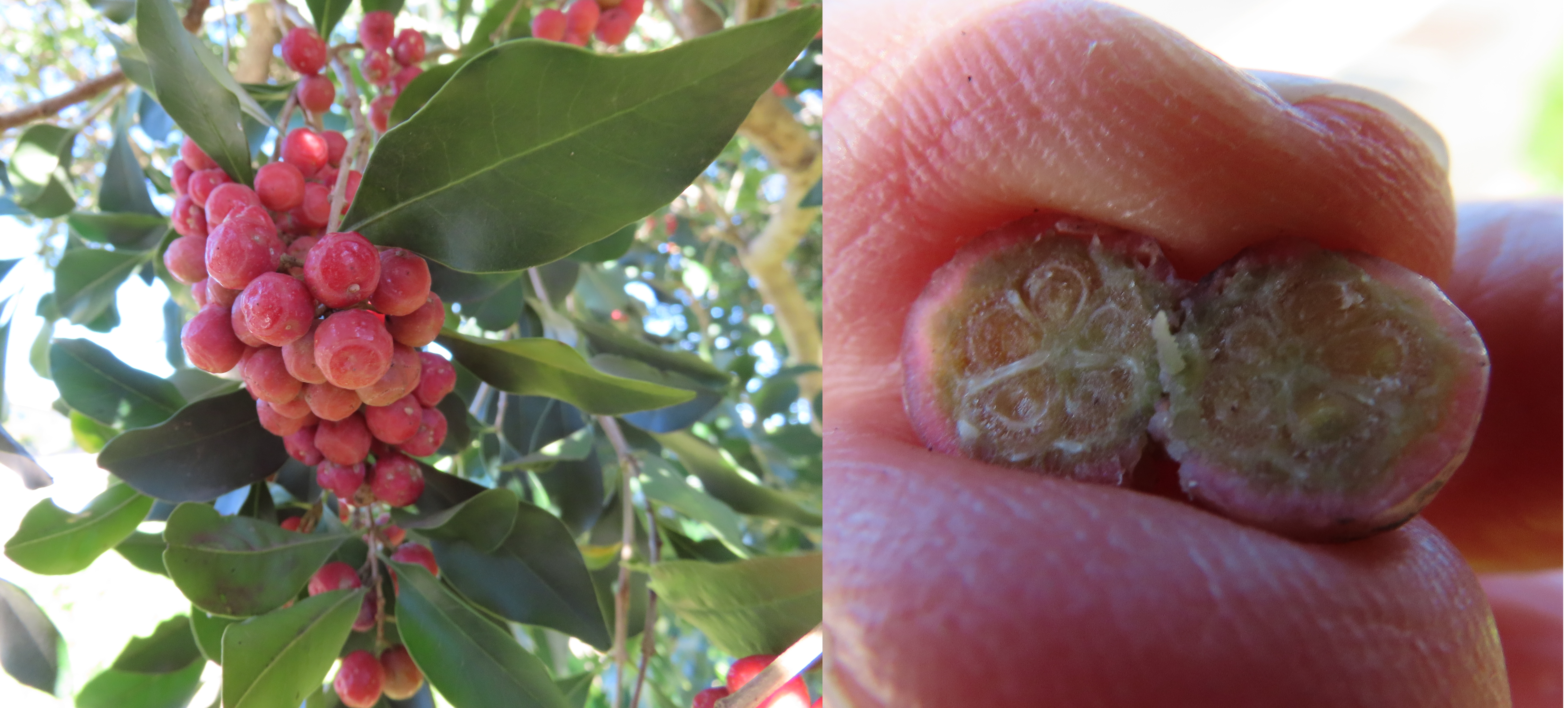
Früchte
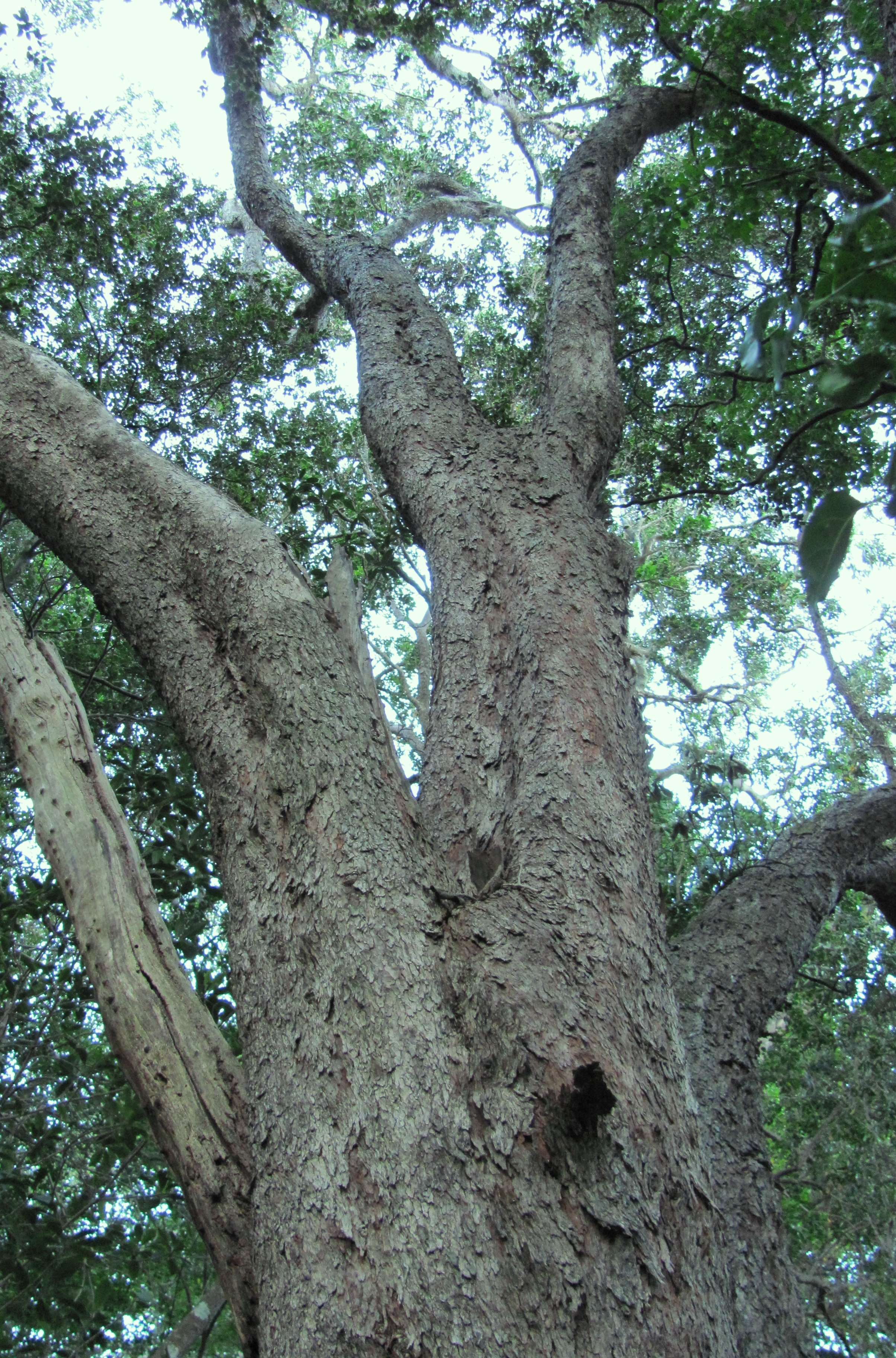
Großes Exemplar von Olinia ventosa